# À travers les Flandres féminin 2018
Pour la course masculine, voir À travers les Flandres 2018.
La 7e édition d'À travers les Flandres féminin a lieu le 28 mars 2018. La course fait partie du calendrier international féminin UCI 2018 en catégorie 1.1. Elle se déroule en même temps que l'épreuve masculine. Elle est remportée par la Néerlandaise Ellen van Dijk.

## Équipes
Vingt-trois équipes professionnelles et sept équipes amateurs prennent le départ. L'absence de l'équipe WaowDeals est à noter.
| Équipes féminines professionnelles (23)- Alé Cipollini - Astana Women's - Bizkaia-Durango - Boels Dolmans - BTC City Ljubljana - Canyon-SRAM Racing - Cervélo Bigla - Cylance - Doltcini-Van Eyck Sport - Experza-Footlogix - FDJ-Nouvelle Aquitaine-Futuroscope - Health Mate-Cyclelive Team - Hitec Products-Birk Sport - Lotto Soudal Ladies - Mitchelton-Scott - Movistar Team - Parkhotel Valkenburg-Destil - Sunweb - Top Girls Fassa Bortolo - Valcar PBM - Virtu - Wiggle High5 - WNT-Rotor Pro Cycling Équipe féminines amateur (7)- Autoglas Wetteren - Bcm Nowatex Ziemia Darlo - Equano-Wase Zon - Isorex - Jos Feron Lady Force - Keukens Redant - Wielerclub de sprinters Malderen |
| |

## Présentation

### Parcours
La course part de Tielt et suit un parcours de 117,7 km pour se terminer à Waregem. Le tracé commence par une longue section plate qui emmène les coureurs à l'Est de Tielt jusqu'à Waregem. Les coureurs quittent la ville et se dirigent vers le sud. Le circuit se rend au Mont de l'Enclus. Il est escaladé par la Bergstraat puis immédiatement redescendu pour atteindre la côte de Trieu. Après le dernier secteur pavé plat, le Varentstraat, le parcours est tracé vers le Nord pour les trois dernières ascensions : le Tiegemberg, aussi appelé Vossenhol, l'Holstraat (nl) et le Nokereberg. Au sommet du Nokereberg, il reste environ 10 km pour rejoindre l'arrivée à Waregem.
Cinq monts sont au programme de cette édition, dont certains recouverts de pavés :
| Mont | Nom                           | Km    | Revêtement | Longueur (m) | Pente moyenne | Pente maxi | Km de l'arrivée |
| ---- | ----------------------------- | ----- | ---------- | ------------ | ------------- | ---------- | --------------- |
| 1    | Mont de l'Enclus (Bergstraat) | 77,0  | asphalte   | 1 000        | 6,8 %         | 16 %       | 40,7            |
| 2    | Côte de Trieu                 | 84,4  | asphalte   | 1 900        | 4,9 %         | 11,8 %     | 33,3            |
| 3    | Tiegemberg                    | 96,5  | asphalte   | 1 400        | 6,5 %         | 9 %        | 21,2            |
| 4    | Holstraat (nl)                | 101,0 | asphalte   | 1 000        | 5,2 %         | 12 %       | 16,7            |
| 5    | Nokereberg                    | 108,5 | pavés      | 500          | 5,7 %         | 6,7 %      | 9,2             |

En plus des traditionnels monts, il y a deux secteurs pavés :
| Secteur | Nom            | Km    | Longueur (m) | Km de l'arrivée |
| ------- | -------------- | ----- | ------------ | --------------- |
| 1       | Varentstraat   | 91,7  | 2 000        | 26,0            |
| 2       | Herlegemstraat | 111,2 | 800          | 6,5             |

## Récit de la course
La météo est pluvieuse et plutôt froide. La première échappée est réalisée par Gloria Rodriguez. Elle est rejointe par Tetiana Riabchenko et Vita Heine. Elles sont néanmoins reprise peu avant le Mont de l'Enclus. Dans la côte du Trieu, les favorites accélèrent. On retrouve ainsi devant : Floortje Mackaij, Ellen van Dijk, Ashleigh Moolman, Annemiek van Vleuten, Amy Pieters, Katarzyna Niewiadoma et Małgorzata Jasińska. Eugenia Bujak part en poursuite et effectue la jonction peu après le Tiegemberg. Dans le dernier secteur pavé, le Herlegemstraat, Ellen van Dijk attaque. Elle utilise ses capacités en contre-la-montre pour aller s'imposer seule. Derrière, Amy Pieters règle le peloton devant Floortje Maackaij,.

## Classements

### Classement final
| \| Classement général \| Classement général \| Classement général \| Classement général \| Classement général \| \| Coureuse \| Coureuse \| Pays \| Équipe \| Temps \| \| ------------------ \| -------------------- \| ------------------ \| ------------------------- \| ------------------ \| \| 1re \| Ellen van Dijk \| Pays-Bas \| Sunweb \| 3 h 30 min 24 s \| \| 2e \| Amy Pieters \| Pays-Bas \| Boels Dolmans \| + 55 s \| \| 3e \| Floortje Mackaij \| Pays-Bas \| Sunweb \| + 55 s \| \| 4e \| Eugenia Bujak \| Slovénie \| BTC City Ljubljana \| + 55 s \| \| 5e \| Annemiek van Vleuten \| Pays-Bas \| Mitchelton-Scott \| + 55 s \| \| 6e \| Ashleigh Moolman \| Afrique du Sud \| Cervélo Bigla \| + 55 s \| \| 7e \| Małgorzata Jasińska \| Pologne \| Movistar Team \| + 55 s \| \| 8e \| Katarzyna Niewiadoma \| Pologne \| Canyon-SRAM Racing \| + 55 s \| \| 9e \| Susanne Andersen \| Norvège \| Hitec Products-Birk Sport \| + 1 min 47 s \| \| 10e \| Amalie Dideriksen \| Danemark \| Boels Dolmans \| + 1 min 47 s \| |                      |                |                           |                 |
| |                      |                |                           |                 |
| Sources : ProCyclingStats Cycling Quotient |                      |                |                           |                 |
| Classement général |                      |                |                           |                 |
| Coureuse | Coureuse             | Pays           | Équipe                    | Temps           |
| 1re | Ellen van Dijk       | Pays-Bas       | Sunweb                    | 3 h 30 min 24 s |
| 2e | Amy Pieters          | Pays-Bas       | Boels Dolmans             | + 55 s          |
| 3e | Floortje Mackaij     | Pays-Bas       | Sunweb                    | + 55 s          |
| 4e | Eugenia Bujak        | Slovénie       | BTC City Ljubljana        | + 55 s          |
| 5e | Annemiek van Vleuten | Pays-Bas       | Mitchelton-Scott          | + 55 s          |
| 6e | Ashleigh Moolman     | Afrique du Sud | Cervélo Bigla             | + 55 s          |
| 7e | Małgorzata Jasińska  | Pologne        | Movistar Team             | + 55 s          |
| 8e | Katarzyna Niewiadoma | Pologne        | Canyon-SRAM Racing        | + 55 s          |
| 9e | Susanne Andersen     | Norvège        | Hitec Products-Birk Sport | + 1 min 47 s    |
| 10e | Amalie Dideriksen    | Danemark       | Boels Dolmans             | + 1 min 47 s    |

### Points UCI
| Position           | 1er | 2e | 3e | 4e | 5e | 6e | 7e | 8e | 9e | 10e | 11e | 12e | 13e à 15e | 16e à 25e |
| Classement général | 125 | 85 | 70 | 60 | 50 | 40 | 35 | 30 | 25 | 20  | 15  | 10  | 5         | 3         |

## Liste des participantes
| Légende | Légende                                                                      | Légende | Légende                                                    |
| ------- | ---------------------------------------------------------------------------- | ------- | ---------------------------------------------------------- |
| Num     | Dossard de départ porté par le coureur sur ce à travers les Flandres féminin | Pos     | Position à l'arrivée de la course                          |
|         | Indique un maillot de champion national ou mondial, suivi de sa spécialité   | NP      | Indique un coureur qui n'a pas pris le départ de la course |
| AB      | Indique un coureur qui n'a pas terminé la course                             | HD      | Indique un coureur qui a terminé la course hors des délais |

| Cervélo Bigla CBT | Cervélo Bigla CBT           | Cervélo Bigla CBT |
| ----------------- | --------------------------- | ----------------- |
| Num               | Coureuse                    | Pos               |
| 1                 | Lotta Lepistö (FIN) (route) | 21e               |
| 2                 | Ashleigh Moolman (RSA)      | 6e                |
| 3                 | Cecilie Uttrup Ludwig (DEN) | 51e               |
| 4                 | Emma Norsgaard (DEN)        | 92e               |
| 5                 | Ann-Sophie Duyck (BEL)      | 27e               |
| 6                 | Marie Vilmann               | 32e               |

| Boels Dolmans DLT | Boels Dolmans DLT       | Boels Dolmans DLT |
| ----------------- | ----------------------- | ----------------- |
| Num               | Coureuse                | Pos               |
| 11                | Amalie Dideriksen (DEN) | 10e               |
| 12                | Jip van den Bos (NED)   | 69e               |
| 14                | Skylar Schneider (USA)  | 15e               |
| 15                | Amy Pieters (NED)       | 2e                |
| 16                | Anna Plichta (POL)      | AB                |

| Experza-Footlogix EXP | Experza-Footlogix EXP          | Experza-Footlogix EXP |
| --------------------- | ------------------------------ | --------------------- |
| Num                   | Coureuse                       | Pos                   |
| 21                    | Thalita de Jong (NED)          | 75e                   |
| 22                    | Nathalie Bex (BEL)             | 74e                   |
| 23                    | Agnieszka Skalniak-Sójka (POL) | AB                    |
| 24                    | Sara Mustonen (SWE)            | 47e                   |
| 25                    | Susanna Zorzi (ITA)            | AB                    |
| 26                    | Sarah Rijkes (AUT)             | 57e                   |

| Mitchelton-Scott MTS | Mitchelton-Scott MTS         | Mitchelton-Scott MTS |
| -------------------- | ---------------------------- | -------------------- |
| Num                  | Coureuse                     | Pos                  |
| 31                   | Annemiek van Vleuten (NED)   | 5e                   |
| 32                   | Jolien D'Hoore (BEL) (route) | 64e                  |
| 33                   | Sarah Roy (AUS)              | 62e                  |
| 34                   | Jenelle Crooks (AUS)         | 66e                  |
| 35                   | Gracie Elvin (AUS)           | 65e                  |
| 36                   | Lucy Kennedy (AUS)           | 68e                  |

| Sunweb SUN | Sunweb SUN               | Sunweb SUN |
| ---------- | ------------------------ | ---------- |
| Num        | Coureuse                 | Pos        |
| 41         | Liane Lippert (GER)      | 19e        |
| 42         | Floortje Mackaij (NED)   | 3e         |
| 43         | Pernille Mathiesen (DEN) | 91e        |
| 44         | Julia Soek (NED)         | 63e        |
| 45         | Ellen van Dijk (NED)     | 1re        |
| 46         | Ruth Edwards (USA)       | 55e        |

| Alé Cipollini ALE | Alé Cipollini ALE      | Alé Cipollini ALE |
| ----------------- | ---------------------- | ----------------- |
| Num               | Coureuse               | Pos               |
| 51                | Anisha Vekemans (BEL)  | AB                |
| 52                | Chloe Hosking (AUS)    | 11e               |
| 53                | Romy Kasper (GER)      | AB                |
| 54                | Roxane Knetemann (NED) | 61e               |
| 55                | Karlijn Swinkels (NED) | 44e               |
| 56                | Anna Trevisi (ITA)     | 81e               |

| Canyon-SRAM Racing CSR | Canyon-SRAM Racing CSR     | Canyon-SRAM Racing CSR |
| ---------------------- | -------------------------- | ---------------------- |
| Num                    | Coureuse                   | Pos                    |
| 61                     | Alice Barnes (GBR)         | 29e                    |
| 62                     | Tiffany Cromwell (AUS)     | 31e                    |
| 63                     | Lisa Klein (GER) (route)   | 33e                    |
| 64                     | Katarzyna Niewiadoma (POL) | 8e                     |
| 65                     | Elena Cecchini (ITA)       | 13e                    |
| 66                     | Trixi Worrack (GER)        | 46e                    |

| Movistar Team MOV | Movistar Team MOV         | Movistar Team MOV |
| ----------------- | ------------------------- | ----------------- |
| Num               | Coureuse                  | Pos               |
| 71                | Aude Biannic (FRA)        | 28e               |
| 72                | Mavi García (ESP)         | 53e               |
| 73                | Małgorzata Jasińska (POL) | 7e                |
| 74                | Lorena Llamas (ESP)       | AB                |
| 75                | Gloria Rodríguez (ESP)    | 37e               |
| 76                | Alba Teruel (ESP)         | 36e               |

| Astana Women's Team ASA | Astana Women's Team ASA      | Astana Women's Team ASA |
| ----------------------- | ---------------------------- | ----------------------- |
| Num                     | Coureuse                     | Pos                     |
| 81                      | Sofia Beggin (ITA)           | 40e                     |
| 82                      | Sofia Bertizzolo (ITA)       | AB                      |
| 83                      | Jeidy Pradera (CUB)          | AB                      |
| 84                      | Martina Alzini (ITA)         | 18e                     |
| 85                      | Arlenis Sierra (CUB) (route) | AB                      |
| 86                      | Lara Vieceli (ITA)           | AB                      |

| Lotto Soudal Ladies LSL | Lotto Soudal Ladies LSL       | Lotto Soudal Ladies LSL |
| ----------------------- | ----------------------------- | ----------------------- |
| Num                     | Coureuse                      | Pos                     |
| 91                      | Chantal Hoffmann (LUX)        | 90e                     |
| 92                      | Valerie Demey (BEL)           | 56e                     |
| 93                      | Demi de Jong (NED)            | AB                      |
| 94                      | Kelly Van den Steen (BEL)     | 43e                     |
| 95                      | Annelies Dom (BEL)            | AB                      |
| 96                      | Marjolein van 't Geloof (NED) | 26e                     |

| Hitec Products-Birk Sport HPU | Hitec Products-Birk Sport HPU | Hitec Products-Birk Sport HPU |
| ----------------------------- | ----------------------------- | ----------------------------- |
| Num                           | Coureuse                      | Pos                           |
| 101                           | Nina Kessler (NED)            | 50e                           |
| 102                           | Simona Frapporti (ITA)        | 35e                           |
| 103                           | Vita Heine (NOR) (route)      | 49e                           |
| 104                           | Susanne Andersen (NOR)        | 9e                            |
| 106                           | Line Marie Gulliksen (NOR)    | 72e                           |

| Top Girls Fassa Bortolo TOP | Top Girls Fassa Bortolo TOP | Top Girls Fassa Bortolo TOP |
| --------------------------- | --------------------------- | --------------------------- |
| Num                         | Coureuse                    | Pos                         |
| 111                         | Vania Canvelli (ITA)        | AB                          |
| 112                         | Sara Mariotto (ITA)         | AB                          |
| 113                         | Chiara Perini (ITA)         | AB                          |
| 114                         | Francesca Pisciali (ITA)    | AB                          |
| 115                         | Nadia Quagliotto (ITA)      | 82e                         |
| 116                         | Beatrice Rossato (ITA)      | AB                          |

| KK Ziemia Darłowska ___ | KK Ziemia Darłowska ___   | KK Ziemia Darłowska ___ |
| ----------------------- | ------------------------- | ----------------------- |
| Num                     | Coureuse                  | Pos                     |
| 121                     | Daria Pikulik (POL)       | 87e                     |
| 122                     | Wiktoria Pikulik (POL)    | AB                      |
| 123                     | Aleksandra Kowalska (POL) | AB                      |
| 124                     | Marta Jaskulska (POL)     | AB                      |
| 125                     | Wiktoria Kierat (POL)     | AB                      |
| 126                     | Agata Sredzinska (POL)    | AB                      |

| Wiggle High5 WHT | Wiggle High5 WHT           | Wiggle High5 WHT |
| ---------------- | -------------------------- | ---------------- |
| Num              | Coureuse                   | Pos              |
| 131              | Lisa Brennauer (GER)       | AB               |
| 132              | Emilia Fahlin (SWE)        | 30e              |
| 133              | Julie Norman Leth (DEN)    | 58e              |
| 134              | Eri Yonamine (JPN) (route) | 60e              |
| 136              | Grace Garner (GBR)         | AB               |

| FDJ-Nouvelle Aquitaine-Futuroscope FDJ | FDJ-Nouvelle Aquitaine-Futuroscope FDJ | FDJ-Nouvelle Aquitaine-Futuroscope FDJ |
| -------------------------------------- | -------------------------------------- | -------------------------------------- |
| Num                                    | Coureuse                               | Pos                                    |
| 141                                    | Roxane Fournier (FRA)                  | 12e                                    |
| 142                                    | Charlotte Bravard (FRA) (route)        | 54e                                    |
| 143                                    | Victorie Guilman (FRA)                 | 99e                                    |
| 144                                    | Lauren Kitchen (AUS)                   | 52e                                    |
| 145                                    | Rozanne Slik (NED)                     | AB                                     |
| 146                                    | Évita Muzic (FRA)                      | 78e                                    |

| Virtu Cycling Women TVC | Virtu Cycling Women TVC   | Virtu Cycling Women TVC |
| ----------------------- | ------------------------- | ----------------------- |
| Num                     | Coureuse                  | Pos                     |
| 151                     | Christina Siggaard (DEN)  | AB                      |
| 152                     | Barbara Guarischi (ITA)   | 48e                     |
| 153                     | Katarzyna Pawłowska (POL) | 86e                     |
| 154                     | Claudia Koster (NED)      | 42e                     |
| 155                     | Sara Penton (SWE) (route) | 76e                     |
| 156                     | Mieke Kröger (GER)        | 25e                     |

| Valcar PBM VAL | Valcar PBM VAL                  | Valcar PBM VAL |
| -------------- | ------------------------------- | -------------- |
| Num            | Coureuse                        | Pos            |
| 161            | Elisa Balsamo (ITA)             | 20e            |
| 162            | Maria Giulia Confalonieri (ITA) | 96e            |
| 163            | Silvia Pollicini (ITA)          | AB             |
| 164            | Ilaria Sanguineti (ITA)         | 100e           |
| 165            | Silvia Persico (ITA)            | 85e            |
| 166            | Alessia Vigilia (ITA)           | 67e            |

| Cylance CPC | Cylance CPC                    | Cylance CPC |
| ----------- | ------------------------------ | ----------- |
| Num         | Coureuse                       | Pos         |
| 171         | Sheyla Gutiérrez (ESP) (route) | 17e         |
| 172         | Marta Tagliaferro (ITA)        | 97e         |
| 174         | Giorgia Bronzini (ITA)         | 22e         |
| 175         | Jelena Erić (SRB)              | AB          |
| 176         | Holly Breck (USA)              | AB          |

| WNT-Rotor Pro Cycling WNT | WNT-Rotor Pro Cycling WNT     | WNT-Rotor Pro Cycling WNT |
| ------------------------- | ----------------------------- | ------------------------- |
| Num                       | Coureuse                      | Pos                       |
| 181                       | Elise Maes (LUX)              | 41e                       |
| 182                       | Natalie Grinczer (GBR)        | AB                        |
| 183                       | Anna Badegruber (AUT)         | AB                        |
| 184                       | Lea Lin Teutenberg (GER)      | AB                        |
| 185                       | Aafke Soet (NED)              | AB                        |
| 186                       | Gabrielle Pilote Fortin (CAN) | 98e                       |

| Doltcini-Van Eyck Sport DVE | Doltcini-Van Eyck Sport DVE     | Doltcini-Van Eyck Sport DVE |
| --------------------------- | ------------------------------- | --------------------------- |
| Num                         | Coureuse                        | Pos                         |
| 191                         | Sofie De Vuyst (BEL)            | 34e                         |
| 192                         | Tetyana Riabchenko (UKR)        | AB                          |
| 193                         | Bryony van Velzen (NED)         | 84e                         |
| 194                         | Demmy Druyts (BEL)              | AB                          |
| 195                         | Pascale Jeuland-Tranchant (FRA) | 14e                         |
| 196                         | Sarah Inghelbrecht (BEL)        | 83e                         |

| Health Mate-Cyclelive Team HCT | Health Mate-Cyclelive Team HCT | Health Mate-Cyclelive Team HCT |
| ------------------------------ | ------------------------------ | ------------------------------ |
| Num                            | Coureuse                       | Pos                            |
| 201                            | Kathrin Schweinberger (AUT)    | 79e                            |
| 202                            | Christina Schweinberger (AUT)  | AB                             |
| 203                            | Chloë Turblin (FRA)            | AB                             |
| 204                            | Christina Perchtold (AUT)      | 93e                            |
| 205                            | Marieke de Groot (NED)         | 71e                            |
| 206                            | Flávia Oliveira (BRA)          | 94e                            |

| Parkhotel Valkenburg PHV | Parkhotel Valkenburg PHV     | Parkhotel Valkenburg PHV |
| ------------------------ | ---------------------------- | ------------------------ |
| Num                      | Coureuse                     | Pos                      |
| 211                      | Nancy van der Burg (NED)     | 77e                      |
| 212                      | Hanna Solovey (UKR)          | 70e                      |
| 213                      | Lorena Wiebes (NED)          | AB                       |
| 214                      | Anne de Ruiter (NED)         | 59e                      |
| 215                      | Meike Uiterwijk Winkel (NED) | AB                       |
| 216                      | Marit Raaijmakers (NED)      | AB                       |

| BTC City Ljubljana BTC | BTC City Ljubljana BTC           | BTC City Ljubljana BTC |
| ---------------------- | -------------------------------- | ---------------------- |
| Num                    | Coureuse                         | Pos                    |
| 221                    | Eugenia Bujak (SLO)              | 4e                     |
| 222                    | Anastasia Chursina (RUS) (route) | 45e                    |
| 223                    | Corinna Lechner (GER)            | AB                     |
| 224                    | Mia Radotić (CRO)                | 88e                    |
| 225                    | Maaike Boogaard (NED)            | 16e                    |
| 226                    | Olena Pavlukhina (AZE)           | AB                     |

| Bizkaia-Durango BDP | Bizkaia-Durango BDP            | Bizkaia-Durango BDP |
| ------------------- | ------------------------------ | ------------------- |
| Num                 | Coureuse                       | Pos                 |
| 231                 | Lierni Lekuona Etxebeste (ESP) | AB                  |
| 232                 | Sandra Alonso (ESP)            | AB                  |
| 233                 | Lucía González (ESP)           | 38e                 |
| 235                 | Henrietta Colborne (GBR)       | 24e                 |
| 236                 | Ane Iriarte (ESP)              | AB                  |

| Jos Feron Lady Force ___ | Jos Feron Lady Force ___     | Jos Feron Lady Force ___ |
| ------------------------ | ---------------------------- | ------------------------ |
| Num                      | Coureuse                     | Pos                      |
| 241                      | Kaat Hannes (BEL)            | 39e                      |
| 242                      | Nathalie Verschelden (BEL)   | AB                       |
| 243                      | Alexandra Nessmar (SWE)      | AB                       |
| 244                      | Kirsten Peetoom (NED)        | 101e                     |
| 245                      | Senna Feron (NED)            | AB                       |
| 246                      | Caroline Thorvik Olsen (NOR) | AB                       |

| Isorex DDG | Isorex DDG                 | Isorex DDG |
| ---------- | -------------------------- | ---------- |
| Num        | Coureuse                   | Pos        |
| 251        | Kelly Kalm (EST)           | AB         |
| 252        | Antonia Gröndahl (FIN)     | AB         |
| 253        | Kerry Jonker (RSA)         | AB         |
| 254        | Keira McVitty (GBR)        | AB         |
| 255        | Andrea Terjesen (NOR)      | AB         |
| 256        | Quinty van de Guchte (NED) | 89e        |

| Autoglas Wetteren ___ | Autoglas Wetteren ___       | Autoglas Wetteren ___ |
| --------------------- | --------------------------- | --------------------- |
| Num                   | Coureuse                    | Pos                   |
| 261                   | Margot Dutour (FRA)         | AB                    |
| 262                   | Lara Defour (BEL)           | AB                    |
| 263                   | Kim Johanna Kohlmeyer (GER) | AB                    |
| 264                   | Fien Delbaere (BEL)         | 73e                   |
| 265                   | Carolien Haers (BEL)        | AB                    |
| 266                   | Stine Borgli (NOR)          | 23e                   |

| Wielerclub de sprinters Malderen ___ | Wielerclub de sprinters Malderen ___ | Wielerclub de sprinters Malderen ___ |
| ------------------------------------ | ------------------------------------ | ------------------------------------ |
| Num                                  | Coureuse                             | Pos                                  |
| 271                                  | Lynn Marien (BEL)                    | AB                                   |
| 272                                  | Gilke Croket (BEL)                   | AB                                   |
| 273                                  | Karolina Perekitko (POL)             | AB                                   |
| 274                                  | Marjon Claus (BEL)                   | AB                                   |
| 275                                  | Emmy Andersson (SWE)                 | AB                                   |
| 276                                  | Mie Bjørndal Ottestad (NOR)          | AB                                   |

| Keukens Redant ___ | Keukens Redant ___     | Keukens Redant ___ |
| ------------------ | ---------------------- | ------------------ |
| Num                | Coureuse               | Pos                |
| 281                | Evelien Debboudt (BEL) | AB                 |
| 282                | Malin Eriksen (NOR)    | 95e                |
| 283                | Vibeke Lystad (NOR)    | AB                 |
| 284                | Birgitte Ravndal (NOR) | AB                 |
| 285                | Lone Meertens (BEL)    | 80e                |
| 286                | Brenda Goessens (BEL)  | AB                 |

| Equano ___ | Equano ___             | Equano ___ |
| ---------- | ---------------------- | ---------- |
| Num        | Coureuse               | Pos        |
| 291        | Martine Fon (NOR)      | AB         |
| 292        | Naika Deneef (BEL)     | AB         |
| 293        | Sarah Ten Hartog (BEL) | AB         |
| 294        | Yva Geluk (NED)        | AB         |
| 295        | Terry Fremineur (BEL)  | AB         |
| 296        | Gaia Tortolina (ITA)   | AB         |

| Cervélo Bigla CBT | Cervélo Bigla CBT           | Cervélo Bigla CBT |
| ----------------- | --------------------------- | ----------------- |
| Num               | Coureuse                    | Pos               |
| 1                 | Lotta Lepistö (FIN) (route) | 21e               |
| 2                 | Ashleigh Moolman (RSA)      | 6e                |
| 3                 | Cecilie Uttrup Ludwig (DEN) | 51e               |
| 4                 | Emma Norsgaard (DEN)        | 92e               |
| 5                 | Ann-Sophie Duyck (BEL)      | 27e               |
| 6                 | Marie Vilmann               | 32e               |

| Boels Dolmans DLT | Boels Dolmans DLT       | Boels Dolmans DLT |
| ----------------- | ----------------------- | ----------------- |
| Num               | Coureuse                | Pos               |
| 11                | Amalie Dideriksen (DEN) | 10e               |
| 12                | Jip van den Bos (NED)   | 69e               |
| 14                | Skylar Schneider (USA)  | 15e               |
| 15                | Amy Pieters (NED)       | 2e                |
| 16                | Anna Plichta (POL)      | AB                |

| Experza-Footlogix EXP | Experza-Footlogix EXP          | Experza-Footlogix EXP |
| --------------------- | ------------------------------ | --------------------- |
| Num                   | Coureuse                       | Pos                   |
| 21                    | Thalita de Jong (NED)          | 75e                   |
| 22                    | Nathalie Bex (BEL)             | 74e                   |
| 23                    | Agnieszka Skalniak-Sójka (POL) | AB                    |
| 24                    | Sara Mustonen (SWE)            | 47e                   |
| 25                    | Susanna Zorzi (ITA)            | AB                    |
| 26                    | Sarah Rijkes (AUT)             | 57e                   |

| Mitchelton-Scott MTS | Mitchelton-Scott MTS         | Mitchelton-Scott MTS |
| -------------------- | ---------------------------- | -------------------- |
| Num                  | Coureuse                     | Pos                  |
| 31                   | Annemiek van Vleuten (NED)   | 5e                   |
| 32                   | Jolien D'Hoore (BEL) (route) | 64e                  |
| 33                   | Sarah Roy (AUS)              | 62e                  |
| 34                   | Jenelle Crooks (AUS)         | 66e                  |
| 35                   | Gracie Elvin (AUS)           | 65e                  |
| 36                   | Lucy Kennedy (AUS)           | 68e                  |

| Sunweb SUN | Sunweb SUN               | Sunweb SUN |
| ---------- | ------------------------ | ---------- |
| Num        | Coureuse                 | Pos        |
| 41         | Liane Lippert (GER)      | 19e        |
| 42         | Floortje Mackaij (NED)   | 3e         |
| 43         | Pernille Mathiesen (DEN) | 91e        |
| 44         | Julia Soek (NED)         | 63e        |
| 45         | Ellen van Dijk (NED)     | 1re        |
| 46         | Ruth Edwards (USA)       | 55e        |

| Alé Cipollini ALE | Alé Cipollini ALE      | Alé Cipollini ALE |
| ----------------- | ---------------------- | ----------------- |
| Num               | Coureuse               | Pos               |
| 51                | Anisha Vekemans (BEL)  | AB                |
| 52                | Chloe Hosking (AUS)    | 11e               |
| 53                | Romy Kasper (GER)      | AB                |
| 54                | Roxane Knetemann (NED) | 61e               |
| 55                | Karlijn Swinkels (NED) | 44e               |
| 56                | Anna Trevisi (ITA)     | 81e               |

| Canyon-SRAM Racing CSR | Canyon-SRAM Racing CSR     | Canyon-SRAM Racing CSR |
| ---------------------- | -------------------------- | ---------------------- |
| Num                    | Coureuse                   | Pos                    |
| 61                     | Alice Barnes (GBR)         | 29e                    |
| 62                     | Tiffany Cromwell (AUS)     | 31e                    |
| 63                     | Lisa Klein (GER) (route)   | 33e                    |
| 64                     | Katarzyna Niewiadoma (POL) | 8e                     |
| 65                     | Elena Cecchini (ITA)       | 13e                    |
| 66                     | Trixi Worrack (GER)        | 46e                    |

| Movistar Team MOV | Movistar Team MOV         | Movistar Team MOV |
| ----------------- | ------------------------- | ----------------- |
| Num               | Coureuse                  | Pos               |
| 71                | Aude Biannic (FRA)        | 28e               |
| 72                | Mavi García (ESP)         | 53e               |
| 73                | Małgorzata Jasińska (POL) | 7e                |
| 74                | Lorena Llamas (ESP)       | AB                |
| 75                | Gloria Rodríguez (ESP)    | 37e               |
| 76                | Alba Teruel (ESP)         | 36e               |

| Astana Women's Team ASA | Astana Women's Team ASA      | Astana Women's Team ASA |
| ----------------------- | ---------------------------- | ----------------------- |
| Num                     | Coureuse                     | Pos                     |
| 81                      | Sofia Beggin (ITA)           | 40e                     |
| 82                      | Sofia Bertizzolo (ITA)       | AB                      |
| 83                      | Jeidy Pradera (CUB)          | AB                      |
| 84                      | Martina Alzini (ITA)         | 18e                     |
| 85                      | Arlenis Sierra (CUB) (route) | AB                      |
| 86                      | Lara Vieceli (ITA)           | AB                      |

| Lotto Soudal Ladies LSL | Lotto Soudal Ladies LSL       | Lotto Soudal Ladies LSL |
| ----------------------- | ----------------------------- | ----------------------- |
| Num                     | Coureuse                      | Pos                     |
| 91                      | Chantal Hoffmann (LUX)        | 90e                     |
| 92                      | Valerie Demey (BEL)           | 56e                     |
| 93                      | Demi de Jong (NED)            | AB                      |
| 94                      | Kelly Van den Steen (BEL)     | 43e                     |
| 95                      | Annelies Dom (BEL)            | AB                      |
| 96                      | Marjolein van 't Geloof (NED) | 26e                     |

| Hitec Products-Birk Sport HPU | Hitec Products-Birk Sport HPU | Hitec Products-Birk Sport HPU |
| ----------------------------- | ----------------------------- | ----------------------------- |
| Num                           | Coureuse                      | Pos                           |
| 101                           | Nina Kessler (NED)            | 50e                           |
| 102                           | Simona Frapporti (ITA)        | 35e                           |
| 103                           | Vita Heine (NOR) (route)      | 49e                           |
| 104                           | Susanne Andersen (NOR)        | 9e                            |
| 106                           | Line Marie Gulliksen (NOR)    | 72e                           |

| Top Girls Fassa Bortolo TOP | Top Girls Fassa Bortolo TOP | Top Girls Fassa Bortolo TOP |
| --------------------------- | --------------------------- | --------------------------- |
| Num                         | Coureuse                    | Pos                         |
| 111                         | Vania Canvelli (ITA)        | AB                          |
| 112                         | Sara Mariotto (ITA)         | AB                          |
| 113                         | Chiara Perini (ITA)         | AB                          |
| 114                         | Francesca Pisciali (ITA)    | AB                          |
| 115                         | Nadia Quagliotto (ITA)      | 82e                         |
| 116                         | Beatrice Rossato (ITA)      | AB                          |

| KK Ziemia Darłowska ___ | KK Ziemia Darłowska ___   | KK Ziemia Darłowska ___ |
| ----------------------- | ------------------------- | ----------------------- |
| Num                     | Coureuse                  | Pos                     |
| 121                     | Daria Pikulik (POL)       | 87e                     |
| 122                     | Wiktoria Pikulik (POL)    | AB                      |
| 123                     | Aleksandra Kowalska (POL) | AB                      |
| 124                     | Marta Jaskulska (POL)     | AB                      |
| 125                     | Wiktoria Kierat (POL)     | AB                      |
| 126                     | Agata Sredzinska (POL)    | AB                      |

| Wiggle High5 WHT | Wiggle High5 WHT           | Wiggle High5 WHT |
| ---------------- | -------------------------- | ---------------- |
| Num              | Coureuse                   | Pos              |
| 131              | Lisa Brennauer (GER)       | AB               |
| 132              | Emilia Fahlin (SWE)        | 30e              |
| 133              | Julie Norman Leth (DEN)    | 58e              |
| 134              | Eri Yonamine (JPN) (route) | 60e              |
| 136              | Grace Garner (GBR)         | AB               |

| FDJ-Nouvelle Aquitaine-Futuroscope FDJ | FDJ-Nouvelle Aquitaine-Futuroscope FDJ | FDJ-Nouvelle Aquitaine-Futuroscope FDJ |
| -------------------------------------- | -------------------------------------- | -------------------------------------- |
| Num                                    | Coureuse                               | Pos                                    |
| 141                                    | Roxane Fournier (FRA)                  | 12e                                    |
| 142                                    | Charlotte Bravard (FRA) (route)        | 54e                                    |
| 143                                    | Victorie Guilman (FRA)                 | 99e                                    |
| 144                                    | Lauren Kitchen (AUS)                   | 52e                                    |
| 145                                    | Rozanne Slik (NED)                     | AB                                     |
| 146                                    | Évita Muzic (FRA)                      | 78e                                    |

| Virtu Cycling Women TVC | Virtu Cycling Women TVC   | Virtu Cycling Women TVC |
| ----------------------- | ------------------------- | ----------------------- |
| Num                     | Coureuse                  | Pos                     |
| 151                     | Christina Siggaard (DEN)  | AB                      |
| 152                     | Barbara Guarischi (ITA)   | 48e                     |
| 153                     | Katarzyna Pawłowska (POL) | 86e                     |
| 154                     | Claudia Koster (NED)      | 42e                     |
| 155                     | Sara Penton (SWE) (route) | 76e                     |
| 156                     | Mieke Kröger (GER)        | 25e                     |

| Valcar PBM VAL | Valcar PBM VAL                  | Valcar PBM VAL |
| -------------- | ------------------------------- | -------------- |
| Num            | Coureuse                        | Pos            |
| 161            | Elisa Balsamo (ITA)             | 20e            |
| 162            | Maria Giulia Confalonieri (ITA) | 96e            |
| 163            | Silvia Pollicini (ITA)          | AB             |
| 164            | Ilaria Sanguineti (ITA)         | 100e           |
| 165            | Silvia Persico (ITA)            | 85e            |
| 166            | Alessia Vigilia (ITA)           | 67e            |

| Cylance CPC | Cylance CPC                    | Cylance CPC |
| ----------- | ------------------------------ | ----------- |
| Num         | Coureuse                       | Pos         |
| 171         | Sheyla Gutiérrez (ESP) (route) | 17e         |
| 172         | Marta Tagliaferro (ITA)        | 97e         |
| 174         | Giorgia Bronzini (ITA)         | 22e         |
| 175         | Jelena Erić (SRB)              | AB          |
| 176         | Holly Breck (USA)              | AB          |

| WNT-Rotor Pro Cycling WNT | WNT-Rotor Pro Cycling WNT     | WNT-Rotor Pro Cycling WNT |
| ------------------------- | ----------------------------- | ------------------------- |
| Num                       | Coureuse                      | Pos                       |
| 181                       | Elise Maes (LUX)              | 41e                       |
| 182                       | Natalie Grinczer (GBR)        | AB                        |
| 183                       | Anna Badegruber (AUT)         | AB                        |
| 184                       | Lea Lin Teutenberg (GER)      | AB                        |
| 185                       | Aafke Soet (NED)              | AB                        |
| 186                       | Gabrielle Pilote Fortin (CAN) | 98e                       |

| Doltcini-Van Eyck Sport DVE | Doltcini-Van Eyck Sport DVE     | Doltcini-Van Eyck Sport DVE |
| --------------------------- | ------------------------------- | --------------------------- |
| Num                         | Coureuse                        | Pos                         |
| 191                         | Sofie De Vuyst (BEL)            | 34e                         |
| 192                         | Tetyana Riabchenko (UKR)        | AB                          |
| 193                         | Bryony van Velzen (NED)         | 84e                         |
| 194                         | Demmy Druyts (BEL)              | AB                          |
| 195                         | Pascale Jeuland-Tranchant (FRA) | 14e                         |
| 196                         | Sarah Inghelbrecht (BEL)        | 83e                         |

| Health Mate-Cyclelive Team HCT | Health Mate-Cyclelive Team HCT | Health Mate-Cyclelive Team HCT |
| ------------------------------ | ------------------------------ | ------------------------------ |
| Num                            | Coureuse                       | Pos                            |
| 201                            | Kathrin Schweinberger (AUT)    | 79e                            |
| 202                            | Christina Schweinberger (AUT)  | AB                             |
| 203                            | Chloë Turblin (FRA)            | AB                             |
| 204                            | Christina Perchtold (AUT)      | 93e                            |
| 205                            | Marieke de Groot (NED)         | 71e                            |
| 206                            | Flávia Oliveira (BRA)          | 94e                            |

| Parkhotel Valkenburg PHV | Parkhotel Valkenburg PHV     | Parkhotel Valkenburg PHV |
| ------------------------ | ---------------------------- | ------------------------ |
| Num                      | Coureuse                     | Pos                      |
| 211                      | Nancy van der Burg (NED)     | 77e                      |
| 212                      | Hanna Solovey (UKR)          | 70e                      |
| 213                      | Lorena Wiebes (NED)          | AB                       |
| 214                      | Anne de Ruiter (NED)         | 59e                      |
| 215                      | Meike Uiterwijk Winkel (NED) | AB                       |
| 216                      | Marit Raaijmakers (NED)      | AB                       |

| BTC City Ljubljana BTC | BTC City Ljubljana BTC           | BTC City Ljubljana BTC |
| ---------------------- | -------------------------------- | ---------------------- |
| Num                    | Coureuse                         | Pos                    |
| 221                    | Eugenia Bujak (SLO)              | 4e                     |
| 222                    | Anastasia Chursina (RUS) (route) | 45e                    |
| 223                    | Corinna Lechner (GER)            | AB                     |
| 224                    | Mia Radotić (CRO)                | 88e                    |
| 225                    | Maaike Boogaard (NED)            | 16e                    |
| 226                    | Olena Pavlukhina (AZE)           | AB                     |

| Bizkaia-Durango BDP | Bizkaia-Durango BDP            | Bizkaia-Durango BDP |
| ------------------- | ------------------------------ | ------------------- |
| Num                 | Coureuse                       | Pos                 |
| 231                 | Lierni Lekuona Etxebeste (ESP) | AB                  |
| 232                 | Sandra Alonso (ESP)            | AB                  |
| 233                 | Lucía González (ESP)           | 38e                 |
| 235                 | Henrietta Colborne (GBR)       | 24e                 |
| 236                 | Ane Iriarte (ESP)              | AB                  |

| Jos Feron Lady Force ___ | Jos Feron Lady Force ___     | Jos Feron Lady Force ___ |
| ------------------------ | ---------------------------- | ------------------------ |
| Num                      | Coureuse                     | Pos                      |
| 241                      | Kaat Hannes (BEL)            | 39e                      |
| 242                      | Nathalie Verschelden (BEL)   | AB                       |
| 243                      | Alexandra Nessmar (SWE)      | AB                       |
| 244                      | Kirsten Peetoom (NED)        | 101e                     |
| 245                      | Senna Feron (NED)            | AB                       |
| 246                      | Caroline Thorvik Olsen (NOR) | AB                       |

| Isorex DDG | Isorex DDG                 | Isorex DDG |
| ---------- | -------------------------- | ---------- |
| Num        | Coureuse                   | Pos        |
| 251        | Kelly Kalm (EST)           | AB         |
| 252        | Antonia Gröndahl (FIN)     | AB         |
| 253        | Kerry Jonker (RSA)         | AB         |
| 254        | Keira McVitty (GBR)        | AB         |
| 255        | Andrea Terjesen (NOR)      | AB         |
| 256        | Quinty van de Guchte (NED) | 89e        |

| Autoglas Wetteren ___ | Autoglas Wetteren ___       | Autoglas Wetteren ___ |
| --------------------- | --------------------------- | --------------------- |
| Num                   | Coureuse                    | Pos                   |
| 261                   | Margot Dutour (FRA)         | AB                    |
| 262                   | Lara Defour (BEL)           | AB                    |
| 263                   | Kim Johanna Kohlmeyer (GER) | AB                    |
| 264                   | Fien Delbaere (BEL)         | 73e                   |
| 265                   | Carolien Haers (BEL)        | AB                    |
| 266                   | Stine Borgli (NOR)          | 23e                   |

| Wielerclub de sprinters Malderen ___ | Wielerclub de sprinters Malderen ___ | Wielerclub de sprinters Malderen ___ |
| ------------------------------------ | ------------------------------------ | ------------------------------------ |
| Num                                  | Coureuse                             | Pos                                  |
| 271                                  | Lynn Marien (BEL)                    | AB                                   |
| 272                                  | Gilke Croket (BEL)                   | AB                                   |
| 273                                  | Karolina Perekitko (POL)             | AB                                   |
| 274                                  | Marjon Claus (BEL)                   | AB                                   |
| 275                                  | Emmy Andersson (SWE)                 | AB                                   |
| 276                                  | Mie Bjørndal Ottestad (NOR)          | AB                                   |

| Keukens Redant ___ | Keukens Redant ___     | Keukens Redant ___ |
| ------------------ | ---------------------- | ------------------ |
| Num                | Coureuse               | Pos                |
| 281                | Evelien Debboudt (BEL) | AB                 |
| 282                | Malin Eriksen (NOR)    | 95e                |
| 283                | Vibeke Lystad (NOR)    | AB                 |
| 284                | Birgitte Ravndal (NOR) | AB                 |
| 285                | Lone Meertens (BEL)    | 80e                |
| 286                | Brenda Goessens (BEL)  | AB                 |

| Equano ___ | Equano ___             | Equano ___ |
| ---------- | ---------------------- | ---------- |
| Num        | Coureuse               | Pos        |
| 291        | Martine Fon (NOR)      | AB         |
| 292        | Naika Deneef (BEL)     | AB         |
| 293        | Sarah Ten Hartog (BEL) | AB         |
| 294        | Yva Geluk (NED)        | AB         |
| 295        | Terry Fremineur (BEL)  | AB         |
| 296        | Gaia Tortolina (ITA)   | AB         |

Source.

## Organisation
Flanders Classics organise la course. Elle est supportée par le KSV Waregem Vooruit Vzw. L'organisation est dirigée par Pavel Desmet. Johan Beirlaen et Lieselot Decroix sont les directeurs de course. 

## Prix
Les prix suivants sont distribués :
| Position | 1er   | 2e    | 3e    | 4e    | 5e    | 6e    | 7e    | 8e    | 9e    | 10e  |
| Prix     | 379 € | 326 € | 272 € | 164 € | 152 € | 141 € | 130 € | 119 € | 109 € | 97 € |

En sus, la 11e gagne 87 €,  la 12e 76 €, la 13e 66 €, la 14e 53 €, la 15e 42 €. Les coureuses placées de la 16e à la 20e place  repartent avec 28 €.